# 김수환 (배우)
김수환은 대한민국의 배우이다.

## 학력
- 한국예술종합학교 연기과

### 영화
- 《카운트》(2023년) - 국밥집사내 2 역
- 《방법: 재차의》(2021년) - 황진국 재차의 역
- 《교환원》(2018년) - 동민 역
- 《타투》(2015년) - 일본남 역
- 《런닝맨》(2013년) - 형사 1 역
- 《회초리》(2011년) - 수환 역
- 《쉿! 그녀에겐 비밀이에요》(2008년) - 포장마차 술 마시는 고등학생 2 역
- 《라듸오 데이즈》(2008년) - 일본군대장 역
- 《하류인생》(2008년) - 명동파 역
- 《새끼 여우》(2007년)

### 드라마
- 《킹덤시즌2》(2020년, 넷플릭스) - 상주군관 역
- 《머니게임》(2020년, TVN) - 보좌관 역
- 《싸이코패스다이어리》(2019년, TVN) - 몽타주남 역
- 《숫자녀 계숙자》(2018년, 웹드라마) - 김수환 역
- 《리턴》(2018년, SBS) - 백기만 역
- 《떴다! 패밀리》(2015년, SBS) - 강선생 역
- 《무정도시》(2013년, JTBC) - 박교도관 역
- 《로드 넘버원》(2010년, MBC) - 우범진 역

### 예능
- 《행진 - 친구들의 이야기》(2013년, SBS)